# Thomas J. R. Hughes

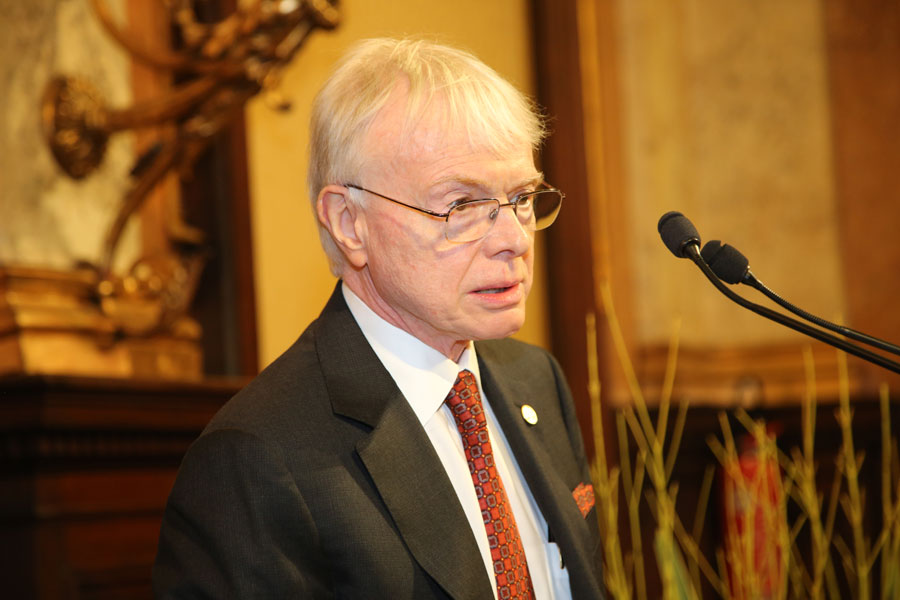
Thomas J. R. Hughes (2014)

Thomas J. R. Hughes (* 3. August 1943) ist ein US-amerikanischer Ingenieur und Mathematiker.

## Leben
Hughes studierte technische Mechanik am Pratt Institute (Masterabschluss) und Mathematik an der University of California, Berkeley (Masterabschluss), wo er auch als Ingenieur promoviert wurde. Er war danach Ingenieur bei Grumman Aerospace und bei General Dynamics. Danach ging er an die Universität Berkeley, ans Caltech und an die Stanford University, wo er Vorstand der Fakultät für Technische Mechanik (Mechanical Engineering) war. Hughes ist Professor für Flugzeugbau und Technische Mechanik an der University of Texas at Austin.
Hughes ist ein führender Wissenschaftler in rechnergestützter numerischer Mechanik (Computational Mechanics), speziell der Verbindung von Finiten Elementen und CAD (Isogeometric Analysis), in der Elastizitäts- und Plastizitätstheorie und in der Hydrodynamik. Er entwickelte speziell auf einzelne Patienten zugeschnittene Modellierungsmethoden für den Fluss in Blutgefäßsysteme aus Computer-Tomographie-Daten.
Hughes erhielt zahlreiche Preise, unter anderem die A. C. Eringen Medal (2020), die Wilhelm-Exner-Medaille (2014), die Von-Karman-Medaille (2009) und die Timoschenko-Medaille (2007), die Melville Medaille (1979) und den Computational Mechanics Award der Japan Society of Mechanical Engineers (1978). Außerdem erhielt er den Humboldt Research Award für US-Wissenschaftler. 2010 hielt er einen Plenarvortrag auf dem Internationalen Mathematikerkongress in Hyderabad (Isogeometric Analysis). Er ist Mitglied der National Academy of Sciences, der American Academy of Arts and Sciences und der National Academy of Engineering. 2010 wurde er korrespondierendes Mitglied der Österreichischen Akademie der Wissenschaften. 2011 wurde er als auswärtiges Mitglied in die Royal Society aufgenommen. 1999 erhielt er den Galilei Lehrstuhl an der Scuola Normale Superiore in Pisa. Er ist Gründer der International Association for Computational Mechanics.

## Schriften
- mit Erwin Stein, René de Borst (Herausgeber): Encyclopedia of Computational Mechanics, drei Bände, Wiley, 2004.
- mit Ernest Hinton (Herausgeber): Finite Element Methods for Plate and Shell Structures, 2 Bände, Pineridge Press, 1986.
- mit Jerrold Marsden: Mathematical foundations of elasticity, Prentice-Hall 1983, Dover 1994
- mit Marsden: A short course in fluid mechanics, Publish or Perish 1976
- mit J. Austin Cottrell, Yuri Bazilevs: Isogeometric Analysis: Toward Integration of CAD and FEA, Wiley, 2009.
- The Finite Element Method: linear static and dynamics Finite Element Analysis, Prentice Hall 1985, 1987, Dover 2000
- mit Ted Belytschko (Herausgeber): Computational methods in mechanics, North Holland 1983
- mit Juan C. Simó: Computational inelasticity, Springer 1998